# Frasco de Galadriel
O Frasco de Galadriel é um objeto presente na obra de fantasia épica O Senhor dos Anéis, escrita por J. R. R. Tolkien. Trata-se de um presente oferecido pela dama élfica Galadriel ao protagonista Frodo Bolseiro, que utiliza sua luz brilhante em momentos críticos de sua jornada rumo ao Monte da Perdição. Tolkien incluiu o Frasco tardiamente durante a escrita de O Senhor dos Anéis [en]. Ele aparece apenas na quinta versão do capítulo "Adeus a Lothlórien".
A estudiosa de Tolkien Verlyn Flieger [en] descreve o Frasco como um fragmento da luz criada. Essa luz tem origem nas Duas Árvores de Valinor, passando por um Silmaril que preservava sua luz, e depois pela fonte de Galadriel, que capturou um pouco dessa luz, brilhando como a estrela de  Eärendil. O Frasco é um dos elementos que associam Galadriel à luz, à água e à figura de Maria, mãe de Jesus, indicando um pareamento psicológico [en] com a aranha maligna Shelob, simbolizando a luz contra a escuridão.

## Narrativa
O Frasco de Galadriel é uma pequena garrafa de cristal contendo água da fonte de Galadriel, impregnada com um pouco da luz da estrela de Eärendil. Eärendil, o marinheiro, carrega um dos três Silmarils, que preserva a luz das Duas Árvores de Valinor, e navega pelos céus como uma estrela em seu navio, o Vingilot. Quando a Sociedade do Anel deixa Lothlórien, Galadriel presenteia cada um dos nove membros com um item apropriado. A Frodo, ela oferece o Frasco, desejando: "Que seja uma luz para você em lugares escuros, quando todas as outras luzes se apagarem." Frodo passa a carregá-lo ao redor do pescoço.
Os hobbits Frodo e Sam utilizam o Frasco várias vezes em sua jornada para Mordor. Sam o chama de "vidro-estelar". Nos degraus de Cirith Ungol, quando Frodo é perseguido por um Nazgûl e está prestes a ceder à tentação de usar o Um Anel, ele segura o Frasco, que restaura sua clareza mental. Mais tarde, sua luz auxilia os hobbits a enfrentarem Shelob em seu covil.
| “                                     | [...] lentamente ele ergueu o Frasco de Galadriel. [...] então, à medida que seu poder aumentava e a esperança crescia na mente de Frodo, ele começou a brilhar, inflamando-se em uma chama prateada, um pequeno coração de luz ofuscante, como se o próprio Eärendil tivesse descido dos altos caminhos do pôr do sol com o último Silmaril em sua testa. | ” |
| — Livro 4, cap. 9 "O Covil de Shelob" | |   |

Sam usa o Frasco para derrotar os Vigias da torre de Cirith Ungol. No entanto, seu poder não é páreo para o de Sauron; ao se aproximarem do Monte da Perdição, a luz do Frasco enfraquece.
Após destruírem o Anel e Sauron, Frodo deixa a Terra-média a partir dos Portos Cinzentos. Ao levar o Frasco consigo, sua luz diminui e desaparece enquanto Sam observa da costa ocidental.

## Conceito e criação
O Frasco de Galadriel foi introduzido tardiamente na escrita de O Senhor dos Anéis. Ao chegar ao capítulo "Adeus a Lothlórien", Tolkien escreveu quatro versões sem mencionar o Frasco, embora a distribuição de presentes aos outros membros da Sociedade apareça na terceira versão. Somente na quinta versão o Frasco é mencionado, em termos quase idênticos ao texto final.
Em um resumo dos eventos ao final da história, a luz do Frasco permite que Frodo, preso na torre de Cirith Ungol, veja as forças de Sauron se reunindo no Portão Negro para enfrentar o exército do Oeste, a cem milhas de distância. Christopher Tolkien, ao editar os textos de seu pai, comenta: "Aqui, a luz do Frasco de Galadriel possui um poder considerável, uma verdadeira estrela na escuridão".

## Análise

### Um fragmento da luz criada
| Era                                                             | A luz |
| --------------------------------------------------------------- | --- |
| Anos das Lâmpadas                                               | As duas grandes lâmpadas, Illuin e Ormal, iluminam toda a Terra Média, onde vivem os Valar.                                             |
| termina quando Melkor destrói as duas lâmpadas                  | |
| Anos das Árvores                                                | Os Valar se mudam para Valinor. As Duas Árvores de Valinor dão luz a esse reino. Fëanor fabrica 3 Silmarils com a luz das Duas Árvores. |
| termina quando Melkor ataca as Duas Árvores e Ungoliant as mata | |
| Primeira Era                                                    | A última flor se torna a Lua, a última fruta se torna o Sol.                                                                            |
| Primeira Era                                                    | Há uma guerra pelas Silmarils. |
| Primeira Era                                                    | Uma Silmaril está enterrada na Terra, uma está perdida no Mar, uma navega no Céu como a Estrela de Eärendil.                            |
| Segunda Era                                                     | A muda de Nimloth se torna a Árvore Branca de Númenor.                                                                                  |
| Segunda Era                                                     | Númenor é afogada. Isildur traz um fruto de Nimloth para Gondor na Terra Média.                                                         |
| Terceira Era                                                    | Galadriel coleta a luz da Estrela de Eärendil refletida em seu espelho de fonte.                                                        |
| Terceira Era                                                    | Um pouco dessa luz é capturada no frasco de Galadriel.                                                                                  |
| Terceira Era                                                    | Os hobbits Frodo Bolseiro e Sam Gamgee usam o Frasco para derrotar a aranha gigante Laracna e os Vigias da torre de Cirith Ungol.       |

Para a estudiosa de Tolkien Verlyn Flieger, em seu livro Splintered Light, a luz é um poderoso símbolo da criação divina. Pouco dessa luz ancestral permanece na Terceira Era, mas a luz do Frasco é um fragmento sobrevivente da estrela de Eärendil. Flieger compara a relevância do Frasco à de Frodo: ele é um fragmento da luz criada, assim como Frodo é um fragmento "desgastado" da humanidade. Ela sugere um contraste entre o Frasco e o Um Anel, ambos chamados de "presentes": o Frasco é um objeto de luz, enquanto o Anel representa a escuridão.

" Beren, agora, nunca pensou que conseguiria aquele Silmaril da Coroa de Ferro em Thangorodrim, e ainda assim conseguiu, e aquele era um lugar pior e um perigo mais sombrio que o nosso. Mas essa é, claro, uma longa história, que passa pela felicidade, pelo sofrimento e além — e o Silmaril seguiu e chegou a  Eärendil. E veja, senhor, eu nunca tinha pensado nisso antes! Nós temos — você tem um pouco da luz dele naquele vidro-estelar que a Senhora lhe deu! Ora, pensando bem,  estamos na mesma história ainda! Ela continua. As grandes histórias nunca terminam?"

O Senhor dos Anéis, Livro 4, cap. 8 "Os Degraus de Cirith Ungol"
Rosalia Fernandez-Colmeiro destaca que o Frasco de Galadriel ilustra a relação entre água e luz na obra de Tolkien: a luz do Silmaril de Eärendil é capturada pela água da fonte de Galadriel. Além disso, com sua origem em Lothlórien, uma floresta com características de axis mundi, e seu poder derivado de uma estrela, o Frasco ajuda a situar O Senhor dos Anéis em um espaço-tempo mítico.
O Frasco conecta os eventos da Terceira Era de O Senhor dos Anéis às narrativas dos Dias Antigos em O Silmarillion, assim como a própria Galadriel. A luz do Frasco é uma pequena parte da luz da vala Elbereth, que criou as estrelas e abençoou os Silmarils, e a quem Samwise invoca diante de Shelob. No final, o Frasco é usado para derrotar Shelob, descendente de Ungoliant, a monstruosa serva de Morgoth que destruiu as Duas Árvores de Valinor. A conexão com O Silmarillion é explícita, pois Samwise evoca  Beren nos degraus de Cirith Ungol, pouco antes de enfrentar a aranha. O Frasco é eficaz não apenas por conter a luz de Valinor, mas também por ser uma "manifestação da história, do tempo cumprido".

### Luz contra escuridão
Para Marjorie Burns [en], o Frasco de Galadriel é um dos elementos que destacam o contraste entre os personagens de Galadriel e Shelob: sua luz se opõe à escuridão da aranha.
Na visão de Burns, o Frasco aproxima Galadriel da deusa irlandesa Morrígan, que utiliza uma poção líquida e pálida contida em um frasco de vidro.
Robert Steed argumenta que Tolkien "adapta criativamente" o tema medieval da Descida de Cristo ao Inferno em várias ocasiões em seu legendário, onde os protagonistas ecoam a crença na descida de Cristo ao inferno, libertando os cativos do Diabo com o poder irresistível de sua luz divina. Steed observa que Sam é uma figura "peculiar" para esse padrão de força irresistível semelhante a Cristo, mas, na narrativa, ele desempenha o papel de "libertador portador de luz no centro do motivo da Descida ao Inferno".
A padre episcopal e estudiosa de Tolkien Fleming Rutledge [en] escreve que, no ataque de Sam a Shelob, a luz do Frasco de Galadriel "saltou como se 'do firmamento com uma luz intolerável'". Ela comenta que a escolha de Tolkien pela palavra "firmamento", com sua ressonância bíblica, indica a "presença divina", enquanto a "luz intolerável" remete à luz avassaladora que cegou o Apóstolo Paulo no Novo Testamento e iluminou o rosto do profeta Moisés no Antigo Testamento.
Sarah Downey, na revista Mythlore [en], compara Galadriel a uma figura guia, como Beatriz de Dante em sua Divina Comédia, e o Frasco como uma "guia contínua" para Frodo após deixar Lothlórien. Além disso, ela nota que o Frasco contém "a luz da estrela de Eärendil, colocada entre as águas de minha fonte", e que Sam expressa a associação de Galadriel com luz e água. Downey observa que, como Galadriel, a donzela-pérola no poema medieval inglês Pearl aparece em branco e dourado, enquanto Beatriz brilha "vestida na cor de uma chama viva". Assim, o Frasco, portador de luz, conecta Galadriel às damas celestiais da Idade Média.

### Água de batismo
O estudioso Jason Fisher [en] estabelece um paralelo entre a água contida no Frasco de Galadriel e o sacramento cristão do batismo, observando que Tolkien reconhecia semelhanças entre o personagem de Galadriel e Maria, mãe de Jesus. O Frasco assemelha-se aos charismata, dons espirituais, em consonância com as palavras de Jesus no Livro do Apocalipse: "Àquele que vencer e guardar minhas obras até o fim, [...] darei a Estrela da Manhã" (2:26–28); no legendarium de Tolkien, a Estrela da Manhã corresponde ao Silmaril carregado por Eärendil, cuja luz é capturada pelo Frasco. A padre episcopal e estudiosa de Tolkien Fleming Rutledge afirma que o Frasco está "repleto de água batismal".

## Adaptações
O Frasco de Galadriel foi representado por artistas especializados em Tolkien [en], como John Howe, Anke Eißmann [en], e Ted Nasmith. Ele aparece na trilogia cinematográfica de Peter Jackson, em A Sociedade do Anel, quando Galadriel presenteia Frodo com o Frasco, e em O Retorno do Rei, quando Frodo e Sam o utilizam para atravessar o Passo de Cirith Ungol, com sua luz ofuscando a aranha gigante Shelob. O adereço foi produzido pela Wētā Workshop em conformidade com a descrição de Tolkien. O Frasco também é representado em duas cartas do The Lord of the Rings Trading Card Game [en].

### J. R. R. Tolkien
1. 1 2  (Tolkien 1954a, Livro 2, cap. 8 "Adeus a Lothlórien")
2. ↑  (Tolkien 1977, cap. 24 "Da Viagem de Eärendil e a Guerra da Ira")
3. 1 2  (Tolkien 1954, Livro 4, cap. 8 "Os Degraus de Cirith Ungol")
4. ↑  (Tolkien 1954, Livro 4, cap. 9 "O Covil de Shelob")
5. ↑  (Tolkien 1954, Livro 6, cap. 1 "A Torre de Cirith Ungol")
6. ↑  (Tolkien 1955, Livro 6, cap. 3 "Monte da Perdição")
7. ↑  (Tolkien 1955, Livro 6, cap. 9 "Os Portos Cinzentos")
8. ↑  (Tolkien 1989, p. 274–277)
9. ↑  (Tolkien 1989, p. 438, nota 15)

- Tolkien, J. R. R. (1954a). The Lord of the Rings: The Fellowship of the Ring [O Senhor dos Anéis: A Sociedade do Anel]. Boston: Houghton Mifflin. OCLC 9552942
- Tolkien, J. R. R. (1954). The Lord of the Rings: The Two Towers [O Senhor dos Anéis: As Duas Torres]. Boston: Houghton Mifflin. OCLC 1042159111
- Tolkien, J. R. R. (1955). The Lord of the Rings: The Return of the King [O Senhor dos Anéis: O Retorno do Rei]. Boston: Houghton Mifflin. OCLC 519647821
- Tolkien, J. R. R. (1977).  Tolkien, Christopher, ed. The Silmarillion. Boston: Houghton Mifflin. ISBN 978-0-395-25730-2
- Tolkien, J. R. R. (1989).  Tolkien, Christopher, ed. The Treason of Isengard [A traição de Isengard]. Boston: Houghton Mifflin. ISBN 978-0-395-51562-4